# Mesonychidae
Los mesoníquidos (Mesonychidae) son una familia extinta de mamíferos omnívoros y carnívoros de tamaño medio y grande relacionados con los artiodactilos, endémicos en Norteamérica y Eurasia desde el Paleoceno Inferior hasta el Oligoceno Inferior (65 - 33,9 millones de años).

## Descripción
Los mesoníquidos poseían una dentadura especializada con molares superiores tricuspídeos y molares inferiores con coronas prominentes y superficies cortantes. Eran carnívoros primitivos como la familia Arctocyonidae del paleoceno, su dieta probablemente incluía carne y peces. A diferencia de otras familias de mamíferos primitivos, los mesoníquidos tenían solo cuatro dedos equipados con pezuñas.

## Historia evolutiva

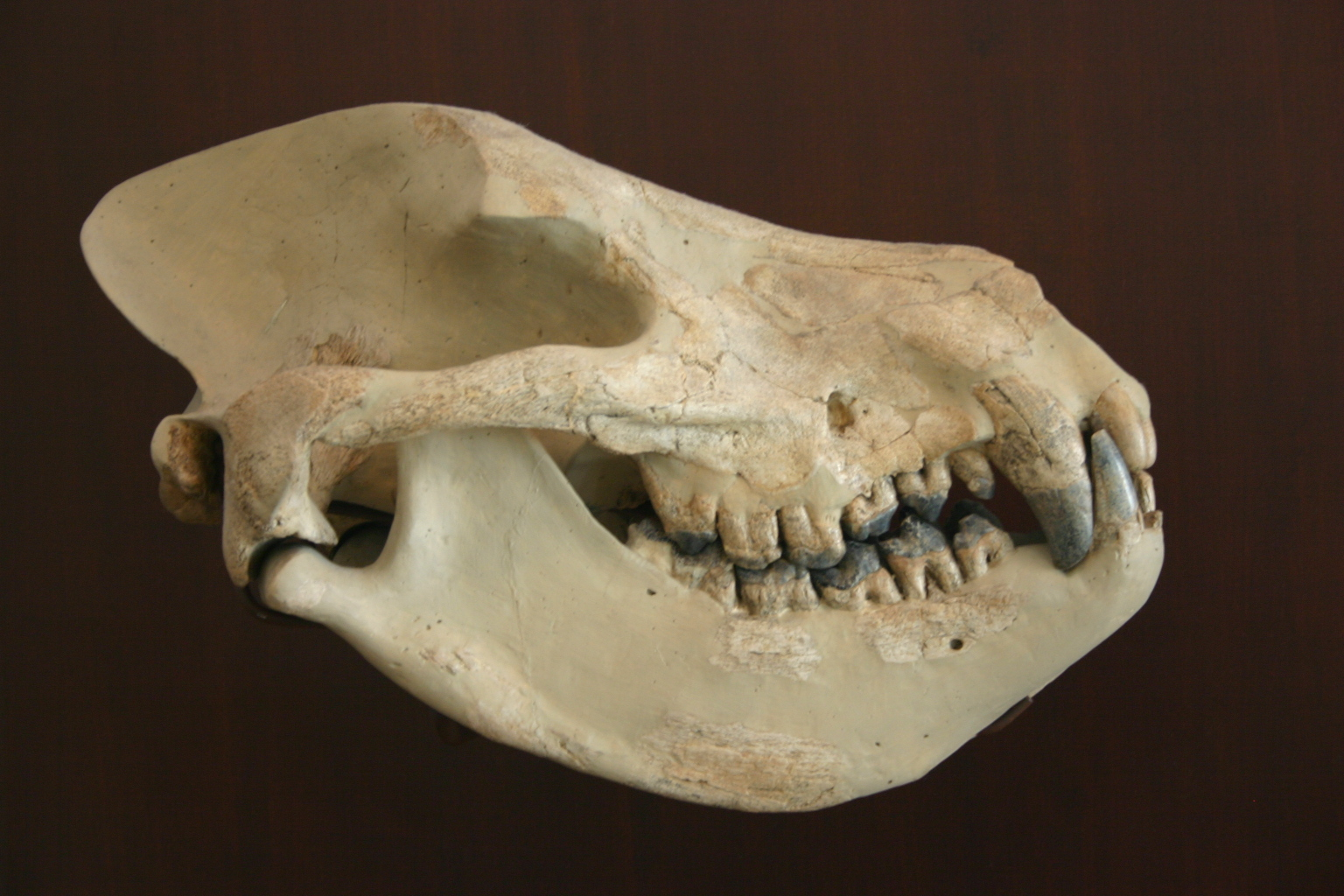
Cráneo de Harpagolestes immanis

Los primeros aparecieron a principios del Paleoceno, teniendo numerosas especiaciones durante esta etapa y el Eoceno. Al término del Eoceno se hicieron escasos con solo un género, Mongolestes, que sobrevivió hasta el Oligoceno Inferior.   
Los mesoníquidos probablemente se originaron en Asia, de donde se conoce Yangtanglestes de inicios del Paleoceno. Sin la competencia de otros carnívoros como los creodontos y condilartros seguramente dominaron el nicho ecológico asiático durante el Paleoceno. Se cree que algunos géneros durante el Paleoceno y Eoceno, como Dissacus, Pachyaena y Mesonyx pudieron salir de su hogar ancestral en Asia hacia Europa y Norteamérica, donde dieron origen a nuevos géneros. Pudieron hacerse trasladado a Norteamérica a través del puente de Beringia.
El término mesoníquido se usa a menudo para referirse a cualquiera de los miembros del orden Mesonychia, sin embargo los expertos prefieren usar este término para referirse a los miembros de la familia Mesonychidae, usando el término mesoniquio para referirse a todos los integrantes de Mesonychia.

## Taxonomía
La familia Mesonychidae fue establecida por Cope (1880). Su género tipo es  Mesonyx. fue asignada a Creodonta por Cope (1880) a Carnivora por Peterson (1919); a Mesonychia por Carroll (1988) y Zhou et al. (1995).

## Especies
Familia Mesonychidae
- Género Ankalagon
  - Ankalagon saurognathus
- Género Dissacus
  - Dissacus argenteus
  - Dissacus europaeus
  - Dissacus indiGénero
  - Dissacus magushanensis
  - Dissacus navajovius
  - Dissacus praenuntius
  - Dissacus rotundus
  - Dissacus serior
  - Dissacus serratus
  - Dissacus willwoodensis
  - Dissacus zanabazari
  - Dissacus zengi
- Género Guilestes
  - Guilestes acares
- Género Harpagolestes
  - Harpagolestes immanis
  - Harpagolestes koreanicus
  - Harpagolestes orientalis
- Género Hessolestes
- Género Hukoutherium
  - Hukoutherium ambigum
  - Hukoutherium shimemensis
- Género Jiangxia
  - Jiangxia chaotoensis
- Género Mesonyx
  - Mesonyx obtusidens
  - Mesonyx uintensis
- Género Mongolestes
  - Mongolestes hadrodens
  - Mongolestes huangheensis
- Género Mongolonyx
  - Mongolonyx dolichognathus
  - Mongolonyx robustus
- Género Pachyaena
  - Pachyaena gigantea
  - Pachyaena intermedia
  - Pachyaena ossifraga
  - Pachyaena gracilis
- Género Sinonyx
  - Sinonyx jiashanensis
- Género Synoplotherium
  - Synoplotherium vorax
- Género Yangtanglestes
  - Yangtanglestes conexus